# Sparkasse im Landkreis Cham
Die Sparkasse im Landkreis Cham ist ein öffentlich-rechtliches Kreditinstitut mit Sitz in Cham in Bayern. Ihr Geschäftsgebiet ist der Landkreis Cham.

## Organisationsstruktur
Die Sparkasse im Landkreis Cham ist eine Anstalt des öffentlichen Rechts. Träger ist der „Zweckverband Sparkasse im Landkreis Cham“; Mitglieder sind der Landkreis Cham (75,00 %) sowie die Städte Furth im Wald (14,00 %) und Roding (11,00 %).
Rechtsgrundlagen sind das Sparkassengesetz, die bayerische Sparkassenordnung und die durch den Träger der Sparkasse erlassene Satzung. Organe der Sparkasse sind der Vorstand und der Verwaltungsrat.

## Geschäftsausrichtung
Die Sparkasse im Landkreis Cham betreibt als Sparkasse das Universalbankgeschäft. Die Sparkasse im Landkreis Cham wies im Geschäftsjahr 2024 eine Bilanzsumme von 2,396 Mrd. Euro aus und verfügte über Kundeneinlagen von 1,882 Mrd. Euro. Gemäß der Sparkassenrangliste 2024 liegt sie nach Bilanzsumme auf Rang 207. Sie unterhält 23 Filialen/Selbstbedienungsstandorte und beschäftigt 335 Mitarbeiter.

## Sparkassen-Finanzgruppe
Die Sparkasse im Landkreis Cham ist Teil der Sparkassen-Finanzgruppe. Sie vertreibt daher z. B. Bausparverträge der LBS, offene Investmentfonds der Deka und vermittelt Versicherungen der Versicherungskammer Bayern. Die Funktion der Sparkassenzentralbank nimmt die Bayerische Landesbank wahr.